# Norwegischer Fußballpokal der Männer 2014
Der norwegische Fußballpokal 2014 (kurz auch NM-Cup 2014 genannt) war die 109. Austragung des Fußballpokalwettbewerbs der Männer. Die zwei Qualifikationsrunden fanden vom 12. März bis zum 5. April 2014 statt. Die erste Hauptrunde wurde am 24. und 25. April 2014 ausgetragen. Das Finale im Ullevaal-Stadion in der norwegischen Hauptstadt Oslo fand am 23. November 2014 statt. Titelverteidiger Molde FK konnte sich im Finale gegen Odd Grenland mit 2:0 durchsetzen.
Da die beiden Finalgegner bereits über die nationale Liga für die Europawettbewerbe qualifiziert waren, erhielt der Ligavierte Strømsgodset Toppfotball das Startrecht in der 1. Qualifikationsrunde der UEFA Europa League 2015/16.

## Modus und Kalender

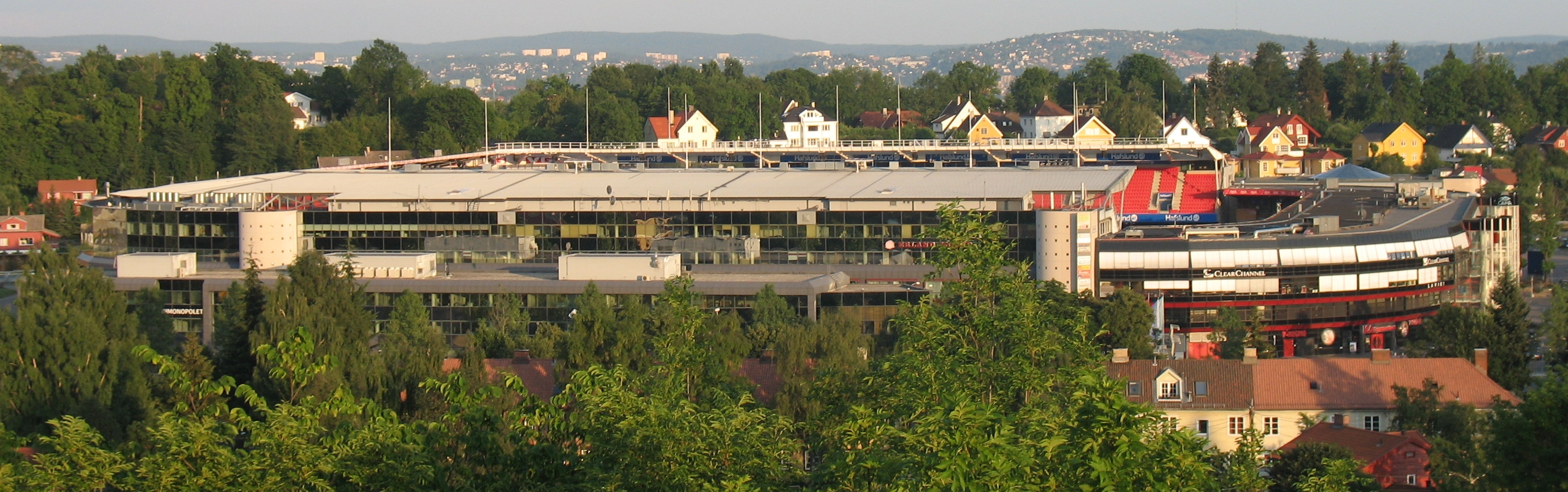
Schauplatz des Finales: Das Ullevaal-Stadion in Oslo

Der Wettbewerb beginnt im März mit der ersten Qualifikationsrunde. An dieser dürfen alle Vereine der vierten und fünften Spielklasse des norwegischen Fußballverbandes Norges Fotballforbund (NFF) teilnehmen, die ein bestimmtes Leistungsniveau haben und ein angemessenes Spielfeld besitzen. Die 96 Gewinner spielen im April in einer zweiten Qualifikationsrunde gegeneinander um die Teilnehmer an den Hauptrunden.
Zu den 48 Gewinnern der Qualifikation stoßen in der ersten Hauptrunde die 80 Vereine der drei höchsten norwegischen Spielklassen: der Tippeligaen, der Adeccoligaen und der Oddsenligaen. Es folgen noch drei weitere Hauptrunden, das Viertelfinale, die zwei Halbfinals und schließlich im November das Finale. Das Finalspiel findet seit 1948 immer im Osloer Ullevaal-Stadion statt.
| Runde                      | Datum                         | Spiele | Vereine   | Neueinstiege |
| -------------------------- | ----------------------------- | ------ | --------- | ------------ |
| Erste Qualifikationsrunde  | 12. bis 23. März 2014         | 96     | 272 → 176 | 192          |
| Zweite Qualifikationsrunde | 1. bis 6. April 2014          | 48     | 176 → 128 | keine        |
| Erste Hauptrunde           | 24. bis 25. April 2014        | 64     | 128 → 64  | 80           |
| Zweite Hauptrunde          | 7. bis 8. Mai 2014            | 32     | 64 → 32   | keine        |
| Dritte Hauptrunde          | 28. Mai & 5. bis 6. Juni 2014 | 16     | 32 → 16   | keine        |
| Vierte Hauptrunde          | 27. Juni & 23. Juli 2014      | 8      | 16 → 8    | keine        |
| Viertelfinale              | 13. bis 14. August 2014       | 4      | 8 → 4     | keine        |
| Halbfinale                 | 24. bis 25. September 2014    | 2      | 4 → 2     | keine        |
| Finale                     | 23. November 2014             | 1      | 2 → 1     | keine        |

## Hauptrunden

### Erste Hauptrunde
Die Paarungen der ersten Hauptrunde wurden am 9. April 2014 ausgelost und fanden hauptsächlich am 24. April 2014 statt. Lediglich vier Spiele wurden am Folgetag ausgetragen.
|                      | Ergebnis        |                          |
| -------------------- | --------------- | ------------------------ |
| Kirkenes IF          | 0:4             | Tromsdalen UIL           |
| Krakerøy IL          | 0:5             | Moss FK                  |
| Sarpsborg FK         | 0:11            | Sarpsborg 08 FF          |
| Drøbak-Frogn IL      | 1:4             | Pors Grenland            |
| Nordstrand IF        | 0:5             | Vålerenga Oslo           |
| KFUM-Kameratene Oslo | 0:4             | Notodden FK              |
| Lyn Oslo             | 4:0             | Skeid Oslo               |
| Hasle-Løren IL       | 0:2             | Bærum SK                 |
| Oslojuvelene FK      | 1:5             | Fredrikstad FK           |
| Frigg Oslo FK        | 1:4             | Sandefjord Fotball       |
| Asker Fotball        | 3:1 n. V.       | Kvik Halden FK           |
| Lommedalen IL        | 0:6             | Mjøndalen IF             |
| Lørenskog IF         | 3:2             | IF Birkebeineren         |
| Fet IL               | 0:6             | Lillestrøm SK            |
| Aurskog-Høland IL    | 0:5             | Ullensaker/Kisa IL       |
| Hauerseter SK        | 1:2             | Strømmen IF              |
| Grue IL              | 0:1             | Kongsvinger IL           |
| Ottestad IL          | 2:4 n. V.       | Ham-Kam                  |
| Brumunddal Fotball   | 1:2             | Nybergsund IL-Trysil     |
| FK Gjøvik Lyn        | 5:1             | Eidsvold TF              |
| Raufoss IL           | 2:1             | Holmen IF                |
| Valdres FK           | 0:8             | Follo Fotball            |
| Jevnaker IF          | 0:8             | Stabæk Fotball           |
| Modum FK             | 0:3             | Hønefoss BK              |
| Drammen FK           | 2:10            | Strømsgodset Toppfotball |
| FK Ørn-Horten        | 2:1             | Kjelsås Fotball          |
| IF Fram Larvik       | 6:1             | Larvik Turn IF           |
| IL Kjapp             | 0:4             | Odd Grenland             |
| FK Jerv              | 3:0             | Fløy IL                  |
| Høllen FK            | 0:4             | Start Kristiansand       |
| Lyngdal IL           | 1:2             | Egersunds IK             |
| Klepp IL             | 1:4             | Bryne FK                 |
| Sola FK              | 1:0             | Sandnes Ulf              |
| Åkra IL              | 1:2             | FK Haugesund             |
| Os TF                | 1:2             | SK Vard Haugesund        |
| IL Bjarg             | 2:2 (0:3 i. E.) | Åsane Fotball            |
| IL Varegg            | 2:3             | Brann Bergen             |
| Lyngbø SK            | 1:1 (1:4 i. E.) | Nest-Sotra Fotball       |
| Vadmyra IL           | 0:2             | FK Fyllingsdalen         |
| Fana IL              | 1:2             | Stord IL                 |
| Årdal FK             | 0:4             | Sogndal Fotball          |
| IL Brodd             | 0:3             | Viking Stavanger         |
| Florø SK             | 2:0             | Førde IL                 |
| Larsnes/Gursken      | 2:5             | IL Hødd                  |
| Brattvåg IL          | 0:3             | Kristiansund BK          |
| Surnadal IL          | 0:9             | Molde FK                 |
| Tynset IF            | 0:1             | Elverum Fotball          |
| Orkla FK             | 0:3             | Rosenborg Trondheim      |
| Strindheim IL        | 2:0             | Nardo FK                 |
| Kolstad Fotball      | 3:1             | Rodde FK                 |
| Verdal IL            | 1:5             | Byåsen Toppfotball       |
| Mo IL                | 2:1             | Sandnessjøen IL          |
| Tverlandet IL        | 0:5             | FK Bodø/Glimt            |
| Harstad IL           | 2:1             | Medkila IL               |
| FK Mjølner           | 0:0 (7:8 i. E.) | Tromsø IL                |
| FK Senja             | 1:3             | Finnsnes IL              |
| IF Fløya             | 0:3             | Ranheim Fotball          |
| Bossekop UL          | 1:4             | Alta IF                  |
| Grorud IL            | 7:0             | Lokomotiv Oslo           |
| Bergsøy IL           | 0:5             | Aalesunds FK             |
| Arendal Fotball      | 4:2             | Vindbjart FK             |
| Steinkjer FK         | 3:4             | Levanger FK              |
| SK Herd              | 2:3 n. V.       | SK Træff                 |
| Ålgård FK            | 2:4             | FK Vidar                 |

### Zweite Hauptrunde
Die Paarungen der zweiten Hauptrunde wurden am 29. April 2014 ausgelost und fanden hauptsächlich am 7. Mai 2014 statt. Lediglich fünf Spiele wurden am Folgetag ausgetragen.
|                      | Ergebnis        |                          |
| -------------------- | --------------- | ------------------------ |
| Moss FK              | 0:5             | Lillestrøm SK            |
| Bærum SK             | 3:4 n. V.       | Lyn Oslo                 |
| Follo Fotball        | 1:0             | Fredrikstad FK           |
| Lørenskog IF         | 0:1             | Sarpsborg 08 FF          |
| Strømmen IF          | 3:0             | Asker Fotball            |
| Ullensaker/Kisa IL   | 1:0             | FK Gjøvik-Lyn            |
| Nybergsund IL-Trysil | 0:0 (3:4 i. E.) | Ham-Kam                  |
| Kongsvinger IL       | 5:3 n. V.       | Alta IF                  |
| Hønefoss BK          | 1:2             | Grorud IL                |
| FK Ørn-Horten        | 1:2 n. V.       | Strømsgodset Toppfotball |
| Pors Grenland        | 0:1             | Mjøndalen IF             |
| Notodden FK          | 3:2 n. V.       | Sandefjord Fotball       |
| FK Jerv              | 1:2             | Start Kristiansand       |
| Egersunds IK         | 3:2 n. V.       | Arendal Fotball          |
| SK Vard Haugesund    | 1:0 n. V.       | Bryne FK                 |
| FK Vidar             | 2:3             | FK Haugesund             |
| Nest-Sotra Fotball   | 1:2 n. V.       | FK Fyllingsdalen         |
| Stord IL             | 1:2             | Brann Bergen             |
| IL Hødd              | 1:5             | Florø SK                 |
| SK Træff             | 0:3             | Aalesunds FK             |
| Byåsen Toppfotball   | 1:3             | Kristiansund BK          |
| Strindheim IL        | 0:1             | Molde FK                 |
| Kolstad Fotball      | 2:10            | Rosenborg Trondheim      |
| Mo IL                | 1:3             | FK Bodø/Glimt            |
| Finnsnes IL          | 2:2 (2:4 i. E.) | Tromsø IL                |
| Tromsdalen UIL       | 1:1 (6:5 i. E.) | Harstad IL               |
| Åsane Fotball        | 0:2             | Sogndal Fotball          |
| Elverum Fotball      | 2:3             | Vålerenga Oslo           |
| Raufoss IL           | 1:2             | Stabæk Fotball           |
| IF Fram Larvik       | 2:4 n. V.       | Odd Grenland             |
| Sola FK              | 1:7             | Viking Stavanger         |
| Ranheim Fotball      | 6:2             | Levanger FK              |

### Dritte Hauptrunde
Die Paarungen der dritten Hauptrunde wurden am 14. Mai 2014 ausgelost und fanden hauptsächlich am 4. und 5. Juni 2014 statt. Lediglich ein Spiel wurde bereits am 28. Mai 2014 ausgetragen.
|                     | Ergebnis  |                          |
| ------------------- | --------- | ------------------------ |
| Grorud IL           | 0:3 n. V. | Stabæk Fotball           |
| Sarpsborg 08 FF     | 2:0       | Follo Fotball            |
| Lillestrøm SK       | 4:1       | Kongsvinger IL           |
| Mjøndalen IF        | 1:0       | Ullensaker/Kisa IL       |
| Notodden FK         | 0:4       | Odd Grenland             |
| Start Kristiansand  | 4:0       | SK Vard Haugesund        |
| Egersunds IK        | 0:3       | Viking Stavanger         |
| Sogndal Fotball     | 3:0       | Strømmen IF              |
| Florø SK            | 1:2       | Molde FK                 |
| Kristiansund BK     | 0:1       | Aalesunds FK             |
| Rosenborg Trondheim | 3:4 n. V. | Ranheim Fotball          |
| Tromsdalen UIL      | 4:2 n. V. | Strømsgodset Toppfotball |
| FK Fyllingsdalen    | 1:3       | Brann Bergen             |
| Vålerenga Oslo      | 5:2       | Lyn Oslo                 |
| Ham-Kam             | 0:1       | FK Haugesund             |
| Tromsø IL           | 1:2       | FK Bodø/Glimt            |

### Vierte Hauptrunde
Die Paarungen der vierten Hauptrunde wurden am 4. Juni 2014 ausgelost und fanden hauptsächlich am 27. Juni 2014 statt. Lediglich ein Spiel wurde erst am 23. Juli 2014 ausgetragen.
|                  | Ergebnis  |                    |
| ---------------- | --------- | ------------------ |
| Aalesunds FK     | 1:3 n. V. | Lillestrøm SK      |
| Molde FK         | 4:1       | Mjøndalen IF       |
| Sarpsborg 08 FF  | 3:2       | Start Kristiansand |
| Viking Stavanger | 4:1       | Sogndal Fotball    |
| Odd Grenland     | 3:2       | Vålerenga Oslo     |
| FK Haugesund     | 5:0       | Tromsdalen UIL     |
| Brann Bergen     | 4:2       | Ranheim Fotball    |
| FK Bodø/Glimt    | 0:2       | Stabæk Fotball     |

## Finalrunden

### Viertelfinale
Die Spiele des Viertelfinales wurden am 4. Juli 2014 ausgelost und fanden am 13. und 14. August 2014 statt.
|                | Ergebnis |                  |
| -------------- | -------- | ---------------- |
| Stabæk Fotball | 1:0      | FK Haugesund     |
| Molde FK       | 5:1      | Viking Stavanger |
| Lillestrøm SK  | 0:2      | Sarpsborg 08 FF  |
| Odd Grenland   | 3:1      | Brann Bergen     |

### Halbfinale
Die zwei Halbfinals wurden am 15. August 2014 ausgelost und fanden am 24. und 25. September 2014 statt.
|                | Ergebnis |                 |
| -------------- | -------- | --------------- |
| Stabæk Fotball | 0:1      | Molde FK        |
| Odd Grenland   | 5:2      | Sarpsborg 08 FF |

### Finale
| Molde FK                                     | Molde FK | Odd Grenland | Odd Grenland |
| -------------------------------------------- | --- | --- | ------------ |
| Molde FK                                     | \| Finale \| \| 23. November 2014 in Oslo (Ullevaal-Stadion) \| \| Ergebnis: 2:0 (0:0) \| \| Schiedsrichter: Dag Vidar Hafsås \| | \| Finale \| \| 23. November 2014 in Oslo (Ullevaal-Stadion) \| \| Ergebnis: 2:0 (0:0) \| \| Schiedsrichter: Dag Vidar Hafsås \| | Odd Grenland |
| Molde FK                                     | Ørjan Nyland – Joona Toivio, Martin Linnes, Per-Egil Flo, Vegard Forren – Harmeet Singh, Mattias Moström (90. Daniel Berg Hestad), Etzaz Hussain – Mohamed Elyounoussi, Fredrik Gulbrandsen (79. Tommy Høiland), Daniel Chima Chukwu (69. Björn Bergmann Sigurðarson) Cheftrainer: Tor Ole Skullerud | André Hansen – Thomas Grøgaard, Jarkko Hurme, Steffen Hagen, Lars-Kristian Eriksen – Jone Samuelsen, Fredrik Nordkvelle (84. Håvard Storbæk), Fredrik Oldrup Jensen (81. Ardian Gashi), Herolind Shala (66. Ole Jørgen Halvorsen) – Frode Johnsen, Chukwuma Akabueze Cheftrainer: Dag-Eilev Fagermo | Odd Grenland |
| Molde FK                                     | 1:0 Gulbrandsen (73.) 2:0 Elyounoussi (88.) | | Odd Grenland |
| Molde FK                                     | Elyounoussi (60.), Gulbrandsen (65.) | Hurme (58.), Samuelsen (69.) | Odd Grenland |
| Finale                                       | | |              |
| 23. November 2014 in Oslo (Ullevaal-Stadion) | | |              |
| Ergebnis: 2:0 (0:0)                          | | |              |
| Schiedsrichter: Dag Vidar Hafsås             | | |              |